# Ischnura saharensis
Ischnura saharensis là một loài chuồn chuồn kim trong họ Coenagrionidae.
Loài này được xếp vào nhóm Loài ít quan tâm trong sách Đỏ của IUCN năm 2009, de trend van de populatie is volgens de IUCN stabiel.
Ischnura saharensis được miêu tả khoa học năm 1958 bởi Aguesse.